# Marco Né
Marco Taddei Né (ur. 17 lipca 1983 w Abidżanie) – piłkarz z Wybrzeża Kości Słoniowej występujący na pozycji pomocnika.

## Kariera klubowa
Marco Ne swoją karierę zaczynał w ASEC Mimosas, skąd przeszedł w 2004 roku do KSK Beveren. W Belgii grał przez trzy sezony, jednak stracił miejsce w składzie i zdecydował się na zmianę klubu. Odszedł do greckiego Olympiakosu Pireus, gdzie występował do 2008 roku. Wtedy zdecydował się na powrót Belgii, a konkretnie do Germinal Beerschot. W 2009 roku przeszedł do Kubania Krasnodar. 6 grudnia 2011 podpisał 4,5 letni kontrakt z ukraińską Tawriją Symferopol. Po zakończeniu sezonu 2012/13 opuścił krymski klub.
| Sezon   | Klub               | Kraj    | Flaga                    | Rozgrywki      | Mecze | Bramki |
| ------- | ------------------ | ------- | ------------------------ | -------------- | ----- | ------ |
| 2003    | ASEC Mimosas       | WKS     | Wybrzeże Kości Słoniowej | Ligue 1 MTN    | ?     | ?      |
| 2003/04 | KSK Beveren        | Belgia  | Belgia                   | Eerste Klasse  | 28    | 6      |
| 2004/05 | KSK Beveren        | Belgia  | Belgia                   | Eerste Klasse  | 26    | 2      |
| 2005/06 | KSK Beveren        | Belgia  | Belgia                   | Eerste Klasse  | 10    | 1      |
| 2006/07 | Olympiakos SFP     | Grecja  | Grecja                   | Alpha Ethniki  | 11    | 0      |
| 2007/08 | Olympiakos SFP     | Grecja  | Grecja                   | Alpha Ethniki  | 3     | 0      |
| 2008/09 | Germinal Beerschot | Belgia  | Belgia                   | Eerste Klasse  | 10    | 1      |
| 2008/09 | Kubań Krasnodar    | Rosja   | Rosja                    | Premier League | 44    | 2      |
| 2011/12 | Tawrija Symferopol | Ukraina | Ukraina                  | Premier-liha   | 4     | 0      |
| 2012/13 | Tawrija Symferopol | Ukraina | Ukraina                  | Premier-liha   | 9     | 1      |

## Kariera reprezentacyjna
W reprezentacji Wybrzeża Kości Słoniowej Né wystąpił jeden raz, w 2004 roku.

## Sukcesy i odznaczenia
- mistrz Grecji: 2007, 2008
- zdobywca Pucharu Grecji: 2008
- mistrz Rosyjskiej Pierwszej dywizji: 2010